# Stirexephanes triangulifer
Stirexephanes triangulifer är en stekelart som först beskrevs av Cameron 1911.  Stirexephanes triangulifer ingår i släktet Stirexephanes och familjen brokparasitsteklar. Inga underarter finns listade i Catalogue of Life.